# Calcio ai XV Giochi asiatici - Torneo maschile
Il torneo maschile di calcio ai XV Giochi asiatici si è svolto dal 18 novembre al 15 dicembre 2006 in Qatar.

## Squadre

### Turno preliminare
| Fascia 1                                        | Fascia 2                           |
| ----------------------------------------------- | ---------------------------------- |
| - Giordania - Kirghizistan - Tagikistan - Macao | - Iraq - Siria - Singapore - India |

### Qualificate per la fase a girone
| Fascia 1                                   | Fascia 2                                         | Fascia 3                          | Fascia 4                             | Fascia 5                 | Fascia 6                               |
| ------------------------------------------ | ------------------------------------------------ | --------------------------------- | ------------------------------------ | ------------------------ | -------------------------------------- |
| - Uzbekistan - Qatar - Emirati Arabi Uniti | - Corea del Sud - Bahrein - Vietnam - Bangladesh | - Thailandia - Kuwait - Palestina | - Iran - Hong Kong - India - Maldive | - Cina - Oman - Malaysia | - Corea del Nord - Giappone - Pakistan |

## Gironi

### Prima fase

#### Girone A
| Pos. | Squadra      | Pt | G | V | N | P | GF | GS | DR  |
| ---- | ------------ | -- | - | - | - | - | -- | -- | --- |
| 1.   | Giordania    | 5  | 3 | 1 | 2 | 0 | 13 | 0  | +13 |
| 2.   | Kirghizistan | 5  | 3 | 1 | 2 | 0 | 9  | 2  | +7  |
| 3.   | Tagikistan   | 5  | 3 | 1 | 2 | 0 | 7  | 3  | +4  |
| 4.   | Macao        | 0  | 3 | 0 | 0 | 3 | 1  | 25 | -24 |

| Al Wakrah 18 novembre 2006, ore 16:00 | Giordania        | 0 – 0 referto | Tagikistan | Saoud bin Abdulrahman Stadium (212 spett.)\| Arbitro: \| Abdullah Balideh \| |
| Arbitro:                              | Abdullah Balideh |               |            |                                                                              |

| Arbitro: | Abdulrahman Racho |

| |           |  |
| Ruslan Sydykov 34’ Harchenko 47’ Vladimir Verevkin 62’ Azamat Ishenbayev 65’ Malinin 85’, 87’ Almazbek Mirzaliev 89’ | Marcatori |  |

| Arbitro: | Ramachandran Krishnan |

|                                                                                            |           |                      |
| Naim Nosirov 5’ Bakhtier Khasanov 40’ Khurshed Makhmudov 73’, 90+2’ Lao Pak Kin 74’ (aut.) | Marcatori | 45+1’ Leong Chong In |

| Al Wakrah 21 novembre 2006, ore 18:00 | Giordania           | 0 – 0 referto | Kirghizistan | Saoud bin Abdulrahman Stadium (210 spett.)\| Arbitro: \| Abdulrahman Al-Amri \| |
| Arbitro:                              | Abdulrahman Al-Amri |               |              |                                                                                 |

| Arbitro: | Kadhum Auda |

|  |           | |
|  | Marcatori | 8’, 9’, 48’, 60’, 89’ Al-Saify 10’ (aut.) Un Tak Ian 13’, 16’ Issa Al-Sabah 20’, 90’ Essam Mubaideen 45+1’ (aut.) Lao Pak Kin 75’ Musa Hammad 81’ Mohannad Al-Maharmeh |

| Arbitro: | Yang Zhiqiang |

|                           |           |                           |
| Bakhtier Khasanov 5’, 10’ | Marcatori | 21’, 26’ Sergey Chikishev |

#### Girone B
| Pos. | Squadra   | Pt | G | V | N | P | GF | GS | DR |
| ---- | --------- | -- | - | - | - | - | -- | -- | -- |
| 1.   | Iraq      | 7  | 3 | 2 | 1 | 0 | 8  | 0  | +8 |
| 2.   | Siria     | 5  | 3 | 1 | 2 | 0 | 4  | 1  | +3 |
| 3.   | Singapore | 2  | 3 | 0 | 2 | 1 | 1  | 3  | -2 |
| 4.   | Indonesia | 1  | 3 | 0 | 1 | 2 | 2  | 11 | -9 |

| Doha 18 novembre 2006, ore 16:00 | Singapore      | 0 – 0 referto | Siria | Stadio Hamad bin Khalifa (1 000 spett.)\| Arbitro: \| Nasser Darwish \| |
| Arbitro:                         | Nasser Darwish |               |       |                                                                         |

| Arbitro: | Yang Zhiqiang |

|  |           |                                                                         |
|  | Marcatori | 18’ Jassim 24’ Abid Ali 36’ (rig.) 63’ Karim 82’ Ali Mansour 89’ Rehema |

| Arbitro: | Abdulrahman Abdou |

|                                                          |           |                  |
| Al Agha 2’, 11’ Maher Al-Sayed 17’ Mohammad Al-Hamwi 87’ | Marcatori | 50’ Gherry Setya |

| Arbitro: | Abdullah Balideh |

|                     |           |  |
| Karim 5’ Mahmoud 7’ | Marcatori |  |

| Arbitro: | Nasser Darwish |

|                  |           |                           |
| Tony Sucipto 53’ | Marcatori | 83’ (rig.) Ashrin Shariff |

| Doha 24 novembre 2006, ore 18:00 | Iraq                  | 0 – 0 referto | Siria | Stadio Hamad bin Khalifa (2 200 spett.)\| Arbitro: \| Ramachandran Krishnan \| |
| Arbitro:                         | Ramachandran Krishnan |               |       |                                                                                |

#### Girone C
| Pos. | Squadra             | Pt | G | V | N | P | GF | GS | DR |
| ---- | ------------------- | -- | - | - | - | - | -- | -- | -- |
| 1.   | Uzbekistan          | 9  | 3 | 3 | 0 | 0 | 6  | 2  | +4 |
| 2.   | Qatar               | 6  | 3 | 2 | 0 | 1 | 7  | 2  | +5 |
| 3.   | Emirati Arabi Uniti | 1  | 3 | 0 | 1 | 2 | 3  | 7  | -4 |
| 4.   | Giordania           | 1  | 3 | 0 | 1 | 2 | 2  | 7  | -5 |

| Arbitro: | Bae Jae-yong |

|               |           |                  |
| Adel Saqr 69’ | Marcatori | 44’, 55’ Geynrih |

| Arbitro: | Hiroyoshi Takayama |

|                              |           |  |
| Soria 6’ Lami 69’ Yasser 71’ | Marcatori |  |

| Arbitro: | Yang Zhiqiang |

|                  |           |              |
| Ahmed Khamis 59’ | Marcatori | 45’ Al-Saify |

| Arbitro: | Ramachandran Krishnan |

|             |           |  |
| Geynrih 67’ | Marcatori |  |

| Arbitro: | Yang Zhiqiang |

|                                        |           |           |
| Soria 8’ 54’ (rig.) Koni 19’ Rizik 62’ | Marcatori | 64’ Jaber |

| Arbitro: | Mahmoud Rafiei |

|                                     |           |              |
| Geynrih 11’ Denisov 47’ Jeparov 74’ | Marcatori | 35’ Al-Saify |

#### Girone D
| Pos. | Squadra       | Pt | G | V | N | P | GF | GS | DR  |
| ---- | ------------- | -- | - | - | - | - | -- | -- | --- |
| 1.   | Corea del Sud | 9  | 3 | 3 | 0 | 0 | 6  | 0  | +6  |
| 2.   | Bahrein       | 6  | 3 | 2 | 0 | 1 | 7  | 3  | +4  |
| 3.   | Vietnam       | 3  | 3 | 1 | 0 | 2 | 6  | 5  | +1  |
| 4.   | Bangladesh    | 0  | 3 | 0 | 0 | 3 | 2  | 13 | -11 |

| Arbitro: | Marat Ismailov |

|                                         |           |  |
| Lee Chun-soo 2’ Park Chu-young 58’, 73’ | Marcatori |  |

| Arbitro: | Ajjagowder Arjunan |

|                      |           |          |
| Adnan 33’ 44’ (rig.) | Marcatori | 40’ Vinh |

| Arbitro: | Abdullah Balideh |

|  |           |                    |
|  | Marcatori | 7’ Ho 90+2’Jin-kyu |

| Arbitro: | Ng Kai Lam |

|                                                     |           |             |
| Abdullatif 27’, 72’ Husain 39’ (rig.) 75’ Adnan 80’ | Marcatori | 88’ Hossain |

| Arbitro: | Ramachandran Krishnan |

|               |           |  |
| Beom-seok 57’ | Marcatori |  |

| Arbitro: | Atallah Al-Enezi |

|                                          |           |                         |
| Than Binh 13’, 47’, 49’ Vinh 72’ Tài 76’ | Marcatori | 41’ Motiur Rahman Munna |

#### Girone E
| Pos. | Squadra      | Pt | G | V | N | P | GF | GS | DR |
| ---- | ------------ | -- | - | - | - | - | -- | -- | -- |
| 1.   | Thailandia   | 9  | 3 | 3 | 0 | 0 | 4  | 0  | +4 |
| 2.   | Kuwait       | 6  | 3 | 2 | 0 | 1 | 5  | 1  | +4 |
| 3.   | Kirghizistan | 3  | 3 | 1 | 0 | 2 | 3  | 5  | -2 |
| 4.   | Palestina    | 0  | 3 | 0 | 0 | 3 | 0  | 6  | -6 |

| Arbitro: | Ali Al Badwawi |

|            |           |  |
| Nuthum 11’ | Marcatori |  |

| Arbitro: | Ng Kai Lam |

|                                                          |           |  |
| Mohammad Rashed 57’ Hussain Al-Musawi 74’ Al-Mutwa 90+1’ | Marcatori |  |

| Arbitro: | Kadhum Auda |

|  |           |                           |
|  | Marcatori | 7’ Winothai 46’ Suksomkit |

| Arbitro: | Hiroyoshi Takayama |

|                                     |           |  |
| Al-Enezi 15’ Abdullah Al-Mutawa 70’ | Marcatori |  |

| Arbitro: | Ajjagowder Arjunan |

|                     |           |  |
| Winothai 37’ (rig.) | Marcatori |  |

| Arbitro: | Hiroyoshi Takayama |

|  |           |                                                    |
|  | Marcatori | 39’ Harchenko 42’ Roman Ablakimov 58’ Timur Valiev |

#### Girone F
| Pos. | Squadra   | Pt | G | V | N | P | GF | GS | DR |
| ---- | --------- | -- | - | - | - | - | -- | -- | -- |
| 1.   | Iran      | 9  | 3 | 3 | 0 | 0 | 7  | 2  | +5 |
| 2.   | Hong Kong | 4  | 3 | 1 | 1 | 1 | 3  | 3  | 0  |
| 3.   | India     | 4  | 3 | 1 | 0 | 1 | 3  | 4  | -1 |
| 4.   | Maldive   | 0  | 3 | 0 | 0 | 3 | 2  | 6  | -4 |

| Arbitro: | Jaafar Mahfoodh |

|             |           |                   |
| Pradeep 88’ | Marcatori | 90+2’ Chan Siu Ki |

| Arbitro: | Atallah Al-Enezi |

|                                        |           |               |
| Borhani 15’ Zare 22’ Adel Kolahkaj 86’ | Marcatori | 77’ Ashad Ali |

| Arbitro: | Ali Al Badwawi |

|                                         |           |            |
| Singh 34’ Subhas Sumbhu Chakrobarty 89’ | Marcatori | 76’ Ashfaq |

| Arbitro: | Atallah Al-Enezi |

|                    |           |                             |
| Sham Kwok Keung 8’ | Marcatori | 39’ Zare 64’ (rig.) Borhani |

| Arbitro: | Abdulrahman Abdou |

|                                |           |  |
| Jalal Akbari 78’ Borhani 90+2’ | Marcatori |  |

| Arbitro: | Kadhum Auda |

|                        |           |  |
| Gerard Ambassa Guy 11’ | Marcatori |  |

#### Girone G
| Pos. | Squadra  | Pt | G | V | N | P | GF | GS | DR |
| ---- | -------- | -- | - | - | - | - | -- | -- | -- |
| 1.   | Cina     | 9  | 3 | 3 | 0 | 0 | 6  | 2  | +4 |
| 2.   | Iraq     | 6  | 3 | 2 | 0 | 1 | 6  | 1  | +5 |
| 3.   | Oman     | 3  | 3 | 1 | 0 | 2 | 4  | 5  | -1 |
| 4.   | Malaysia | 0  | 3 | 0 | 0 | 3 | 2  | 10 | -8 |

| Arbitro: | Abdulrahman Racho |

|                                                                     |           |            |
| Farhan Muhammad 40’ (aut.) Ibrahim Al-Gheilani 57’ Al-Maimani 90+1’ | Marcatori | 62’ Jaafar |

| Arbitro: | Abdulrahman Abdou |

|           |           |  |
| Haibin 7’ | Marcatori |  |

| Arbitro: | Bae Jae-yong |

|            |           |                                 |
| Jaafar 66’ | Marcatori | 41’ Haibin 52’ Lin 72’ Xiaoting |

| Arbitro: | Ajjagowder Arjunan |

|  |           |                              |
|  | Marcatori | 30’ Rehema 45+2’ Abdul-Zahra |

| Arbitro: | Nasser Darwish |

|  |           |                                       |
|  | Marcatori | 14’ Rehema 54’, 55’ Mahmoud 65’ Karim |

| Arbitro: | Marat Ismailov |

|                        |           |                  |
| Lin 42’ Zhi 55’ (rig.) | Marcatori | 29’ (rig.) Hadid |

#### Girone H
| Pos. | Squadra        | Pt | G | V | N | P | GF | GS | DR |
| ---- | -------------- | -- | - | - | - | - | -- | -- | -- |
| 1.   | Corea del Nord | 7  | 3 | 2 | 1 | 0 | 3  | 1  | +2 |
| 2.   | Giappone       | 6  | 3 | 2 | 0 | 1 | 5  | 4  | +1 |
| 3.   | Siria          | 4  | 3 | 1 | 1 | 1 | 2  | 1  | +1 |
| 4.   | Pakistan       | 0  | 3 | 0 | 0 | 3 | 2  | 6  | -4 |

| Arbitro: | Ranjith Arachchilage |

|                             |           |                                      |
| Honda 2’ Taniguchi 32’, 57’ | Marcatori | 61’ Muhammad Rasool 82’ Naveed Akram |

| Doha 29 novembre 2006, ore 19:45 | Corea del Nord | 0 – 0 referto | Siria | Stadio Qatar SC (1002 spett.)\| Arbitro: \| Nasser Darwish \| |
| Arbitro:                         | Nasser Darwish |               |       |                                                               |

| Arbitro: | Mahmoud Rafiei |

|  |           |              |
|  | Marcatori | 77’ Hirayama |

| Arbitro: | Marat Ismailov |

|             |           |  |
| Chol-ho 53’ | Marcatori |  |

| Arbitro: | Jaafar Mahfoodh |

|                         |           |  |
| Maher Al-Sayed 41’, 89’ | Marcatori |  |

| Arbitro: | Ali Al Badwawi |

|                    |           |                         |
| Yugo Ichiyanagi 7’ | Marcatori | 4’ Yong-jo 63’ Yong-jun |

## Fase a eliminazione diretta

### Tabellone
|  | Quarti di finale       | Quarti di finale        |                    |               | Semifinali                | Semifinali                |  |  | Finale                  | Finale |
|  |                        |                         |                    |               |                           |                           |  |  |                         |        |
|  | Ar Rayyan - 9 dicembre |                         |                    |               |                           |                           |  |  |                         |        |
|  |                        |                         |                    |               |                           |                           |  |  |                         |        |
|  | Thailandia             | 0                       |                    |               |                           |                           |  |  |                         |        |
|  | Thailandia             | 0                       | Doha - 12 dicembre |               |                           |                           |  |  |                         |        |
|  | Qatar                  | 3                       |                    |               |                           |                           |  |  |                         |        |
|  | Qatar                  | 3                       | Qatar              | 2             |                           |                           |  |  |                         |        |
|  | Ar Rayyan - 9 dicembre |                         | Qatar              | 2             |                           |                           |  |  |                         |        |
|  |                        | Iran                    | 0                  |               |                           |                           |  |  |                         |        |
|  | Cina                   | Iran                    | 0                  | 2 (7)         |                           |                           |  |  |                         |        |
|  | Cina                   |                         | Doha - 15 dicembre | 2 (7)         |                           |                           |  |  |                         |        |
|  | Iran                   | 2 (8)                   |                    |               |                           |                           |  |  |                         |        |
|  | Iran                   | 2 (8)                   | Qatar              | 1             |                           |                           |  |  |                         |        |
|  | Ar Rayyan - 9 dicembre |                         | Qatar              | 1             |                           |                           |  |  |                         |        |
|  |                        | Iraq                    | 0                  |               |                           |                           |  |  |                         |        |
|  | Uzbekistan             | Iraq                    | 0                  | 1             |                           |                           |  |  |                         |        |
|  | Uzbekistan             | Ar Rayyan - 12 dicembre |                    | 1             |                           |                           |  |  |                         |        |
|  | Iraq                   | 2                       |                    |               |                           |                           |  |  |                         |        |
|  | Iraq                   | 2                       | Iraq               | 1             | Finale per il terzo posto | Finale per il terzo posto |  |  |                         |        |
|  | Ar Rayyan - 9 dicembre |                         | Iraq               | 1             | Finale per il terzo posto | Finale per il terzo posto |  |  |                         |        |
|  |                        | Corea del Sud           | 0                  |               |                           |                           |  |  |                         |        |
|  | Corea del Sud          | Corea del Sud           | 0                  | 3             | Iran                      | 1                         |  |  |                         |        |
|  | Corea del Sud          |                         |                    | 3             | Iran                      | 1                         |  |  |                         |        |
|  | Corea del Nord         | 0                       |                    | Corea del Sud | 0                         |                           |  |  |                         |        |
|  | Corea del Nord         | 0                       |                    |               | 0                         |                           |  |  |                         |        |
|  |                        |                         |                    |               |                           |                           |  |  | Ar Rayyan - 14 dicembre |        |
|  |                        |                         |                    |               |                           |                           |  |  |                         |        |

### Quarti di finale
| Arbitro: | Nasser Darwish |

|                                                        |                      |                                                                        |
| Xiaoting 51’ Haibin 98’                                | Marcatori            | 39’ Borhani 105+1’ Hosseini                                            |
| Zhi Sun Xiang Peng Haibin Xuri Xiaoting Junmin Yu Ming | Tiri di rigore 7 – 8 | Borhani Yavarzadeh Zare Akbari Heidari Oladi Hosseini Montazeri Arzani |

| Arbitro: | Ramachandran Krishnan |

|               |           |                            |
| Geynrih 45+1’ | Marcatori | 10’ Jassim 95’ Ali Mansour |

| Arbitro: | Hiroyoshi Takayama |

|  |           |                           |
|  | Marcatori | 26’, 50’ Ibrahim 51’ Koni |

| Arbitro: | Abdulrahman Racho |

|                                     |           |  |
| Chi-woo 31’ Ki-huun 34’ Jo-gook 57’ | Marcatori |  |

### Semifinali
| Arbitro: | Ali Al Badwawi |

|           |           |  |
| Saeed 24’ | Marcatori |  |

| Arbitro: | Yang Zhiqiang |

|                      |           |  |
| Soria 28’ Yasser 74’ | Marcatori |  |

### Finale 3º posto
| Arbitro: | Abdulrahman Abdou |

|                    |           |  |
| Adel Kolahkaj 114’ | Marcatori |  |

### Finale
| Arbitro: | Hiroyoshi Takayama |

|              |           |  |
| Mohammed 63’ | Marcatori |  |

## Podi
| Evento   | Oro | Argento | Bronzo |
| Maschile | Qatar Saqr Mesbeh Al-Berik Siddiq Ali Nasser Al-Hamad Yasser Mohamed Al-Ghanim Al-Bloushi Lami Rizik Jassim Abdullah Ahmed Koni\| Burhan Soria Ibrahim Ali Mohammed | Iraq Mohammed Noor Al-Deen Ali Karim Haidar Raheem Mustafa Karim Samer Saeed Ali Mansour Mahmoud Mohammed Sabah Rehema Ali Khudhair Abdul-Zahra Jassim Shakir Haidar Aboodi Sarhang Muhsin Kassid Abid Ali Khalid Osama Ali Ahmed Jabbar | Iran Haghighi Mohsen Arzani Jalal Akbari Hosseini Montazeri Behshad Yavarzadeh Milad Nouri Zare Mehrdad Oladi Borhani Mohammad Gholamin Sheys Rezaei Saeid Chahjouei Mahini Nouri Heydari Ehsan Khorsandi Adel Kolahkaj Pooladi Roudbarian |